# Otto von Preinitzer
Otto Ernst Wilhelm von Preinitzer (* 8. März 1865 in Königsberg; † 8. Juli 1958) war ein deutscher Generalleutnant der Reichswehr.
Er war Nachfahre einer aus Salzburg stammenden Familie die nach Ostpreußen eingewandert war. Otto war Sohn des am 16. Juni 1871 in Berlin nobilitierten damaligen Major Ernst Wilhelm Otto von Preinitzer und dessen Ehefrau Marie Henriette Charlotte Bauer von Bauern. Er hatte sechs Geschwister. Seine Schwester Anna heiratete den Offizier Emil Leschel, die Schwester Gertrud heiratete den Regierungsrat und Spezial-Kommissar Albert Glatzel. Sein Bruder Wilhelm starb früh, sein Bruder Frank von Preinitzer wurde Offizier.
Im Ersten Weltkrieg kommandierte Preinitzer bis 1916 das Oldenburgische Dragoner-Regiment Nr. 19 und dann die 1. Kavallerie-Brigade. Nach dem Krieg wurde er in die Vorläufige Reichswehr übernommen und führte im Oktober 1919 die Reichswehr-Brigade 7 in Münster. Vom 1. Mai 1920 bis zu seiner Verabschiedung am 31. März 1922 kommandierte Preinitzer die 2. Kavallerie-Division.
Seine Ehefrau war Margarethe Josefine Louise Veronika von Woisky, (* 13. Juni 1868 in Ziegenberg; 12. August 1951 in Lenthe), jüngstes Kind und Tochter des ostpreußischen Gutsbesitzers Carl von Woisky und seiner dritten Ehefrau Toni Stein von Kaminski. Ihre Tochter Irene (* 1891; † 1985) heiratete 1918 in Hannover den Juristen und Landwirt Werner von Lenthe (* 1891; † 1948) auf Lenthe-Obergut.
Otto und Margarethe von Preinitzer lebten lange in Hildesheim und waren Mitglied der Landesabteilung Hannover der Deutschen Adelsgenossenschaft.